# Bermuda vid världsmästerskapen i friidrott 2023
Bermuda tävlade vid världsmästerskapen i friidrott 2023 i Budapest i Ungern mellan den 19 och 27 augusti 2023.

## Resultat
Bermudas trupp bestod av en idrottare.

### Herrar
Teknikgrenar
| Idrottare           | Gren    | Kval    | Kval      | Final            | Final            |
| Idrottare           | Gren    | Distans | Placering | Distans          | Placering        |
| ------------------- | ------- | ------- | --------- | ---------------- | ---------------- |
| Jah-Nhai Perinchief | Tresteg | NM      | NM        | Gick inte vidare | Gick inte vidare |